# Nadir's Big Chance
Nadir's Big Chance je páté sólové studiové album anglického hudebníka Petera Hammilla. Vydáno bylo v únoru roku 1975 společností Charisma Records a jeho producentem byl sám Hammill. Nahráno bylo v prosinci 1974 ve studiu Rockfield Studios ve Walesu. Na albu hrají všichni tehdejší členové Hammillovy kapely Van der Graaf Generator, přičemž spoluautorem dvou písní je bývalý člen této kapely Judge Smith.

## Seznam skladeb
Autorem všech skladeb je Peter Hammill, pokud není uvedeno jinak.
1. Nadir's Big Chance – 3:33
2. The Institute of Mental Health, Burning (Hammill, Judge Smith) – 3:32
3. Open Your Eyes – 5:13
4. Nobody's Business – 4:09
5. Been Alone So Long (Judge Smith) – 4:11
6. Pompeii – 4:25
7. Shingle Song – 4:15
8. Airport – 3:04
9. People You Were Going To – 5:05
10. Birthday Special – 3:36
11. Two or Three Spectres – 6:20

## Obsazení
- Peter Hammill – zpěv, kytara, klavír, baskytara
- David Jackson – saxofon
- Hugh Banton – baskytara, klavír, varhany
- Guy Evans – bicí